# Latin
För andra betydelser, se Latin (olika betydelser).

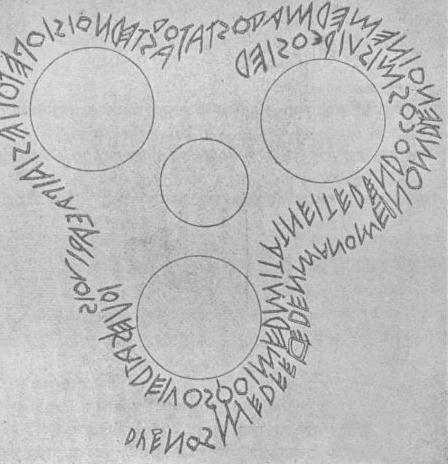
Duenos-inskriften, skriven på gammallatin, är från 500-talet före Kristus och är den äldsta kända texten skriven på latin.

Latin (lingua latīna eller latīnus sermo) är det språk som var skriftspråk i romerska riket och som under medeltiden och långt fram i nyare tid var det dominerande skriftspråket i Europa. Skillnaderna mellan talspråk och skriftspråk i romarriket var redan tidigt stora och accelererade. Termen vulgärlatin används när man verkligen syftar på romarnas talspråk. De äldsta bevarade inskriptionerna är från 500-talet f.Kr. Språkets namn kommer av den italienska regionen som under antiken hette Latium (nuvarande Lazio).
Latin är ett indoeuropeiskt språk inom språkgruppen italiska språk. Den äldsta formen av latinet kallas gammallatin eller fornlatin, och delades med tiden upp i överklassens språk klassiskt latin och de folkliga talspråken i romarriket, vulgärlatinet.
Klassiskt latin ersattes allt mer av vulgärlatin i och med att vägnätet förföll under romarrikets senare tid. Först i och med Frankerriket på 700-talet förbättrades kommunikationerna i Västeuropa, men då hade dialektskillnaderna i vulgärlatin blivit så stora att vanligt folk hade svårt att förstå varandra. Från 800-talet och framåt kan man se dialekterna som skilda språk, de romanska språken.
Klassiskt latin användes länge som vetenskapens internationella skriftspråk och som lingua franca i stora delar av Europa. Inom systematiken används latin tillsammans med grekiska för vetenskapliga namn på djur, växter och andra arter, och används också för namn på sjukdomar och inom anatomin. Dessutom är grundläggande kunskaper om latin fortfarande betydelsefulla för att förstå europeisk historia och europeiska språk.
Utbildningar i latin finns i Sverige alltjämt både i gymnasieskolan och vid universiteten. År 2009 ägde den fjortonde internationella kongressen om nylatin rum vid Uppsala universitet, då 200 experter från många länder debatterade nylatinets senaste utveckling.
Klassiskt latin ses ofta som ett utdött språk, men i och med den obrutna förmedlingen över generationerna från vulgärlatin till de moderna romanska språken kan det ses som ett levande språk. Många studerar dock fortfarande latin, och det är officiellt språk i Vatikanstaten.

## Historia

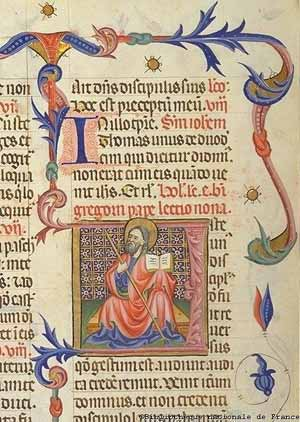
Latinsk medeltida handskrift.

Latin ingår i den italiska språkgruppen jämte bl.a. de utdöda språken faliskiska, oskiska och umbriska. Latin tillhör den latinofaliskiska språkgrenen. De italiska språken fördes till Italienska halvön av migrerande stammar under 800- eller 700-talet f.Kr. Den dialekt som talades i Latium runt floden Tibern – där den antika romerska civilisationen skulle uppstå – utvecklades till latin. Klassiskt latin brukar hänföras till den ungefärliga perioden 175 f.Kr. – 200 e.Kr.
Det latin som talades i senantiken, ungefär tiden 200 – 700 brukar kallas senlatin. Detta övergick successivt till medeltidslatin, som med viss överlappning brukar hänföras till tiden ungefär 600 – 1 500.
Även om överlevande romersk litteratur från antiken består nästan uteslutande av klassiskt latin, utgjordes det faktiska talade språket hos allmogen i det Västromerska riket av vulgärlatin. Det klassiska latinet var snarast en förfinad version av talspråket. Skillnaden ligger i stilnivå; i nästan alla språk uppstår ett officiellt språk efter en utbredd läsförståelse.
Latin var under lång tid det juridiska och administrativa språket i det romerska imperiet. Men samtidigt var klassisk grekiska ett andraspråk hos den välutbildade eliten, då stora delar av litteraturen och filosofin som studerades av överklassen var författad på grekiska. I imperiets östra halva – vilken skulle bli Bysantinska riket – efter Väst- och Östroms slutliga splittrande år 395, ersatte grekiskan i slutänden latinet som det juridiska och administrativa språket; det hade under lång tid varit lingua franca för österländska romarmedborgare av alla samhällsklasser.
När det Västromerska riket dog ut i slutet av 400-talet dog samtidigt det klassiska latinet ut. Men vulgärlatinet levde vidare och utvecklades så småningom till olika dialekter, och därefter till olika språk, de romanska språken. De romanska språken är bland andra italienska, spanska, portugisiska, franska och rumänska. Man kan säga att dessa språk är nutida former av latinet. Med sina tre genus, fem deklinationer, sex kasus, och trehundra olika böjningsformer för verben är latinet ett betydligt mer flekterande språk än de romanska språken.

## Grammatik
Jämfört med moderna romanska språk är latinet mycket strukturerat och avancerat. Det har ett ganska rikt system av böjningar och därför en relativt fri ordföljd, på ett strukturerat sätt.
Latinet böjer substantiv och adjektiv på dessa sätt:
- Två numerus - singular och plural.
- Tre genus - maskulinum, femininum och neutrum.
- Sex kasus - nominativ, genitiv, dativ, ackusativ, ablativ och vokativ. Det finns dessutom rester av två andra kasus: lokativ och instrumentalis.

Böjningen av substantiv och adjektiv delas in i fem deklinationer.

### Verb
Verben har dessa: 
- Två diateser - aktivum (segla) och passivum (seglas).
- Tre finita modi - indikativ, konjunktiv och imperativ.
- Fem infinita verbformer - infinitiv, gerundium, supinum, particip och gerundivum.

Följande tempus finns: presens, imperfekt, perfekt, pluskvamperfekt, futurum simplex och futurum exaktum. Verben böjs också efter person och numerus. Verbböjningen har fyra konjugationer. Ett enda latinskt verb har trehundra olika ändelser.
De flesta ordböcker använder jag-presens (lavo, habeo) som uppslagsord hellre än infinitiv (lavare, habere). Det finns exempel från antikens Rom att jag-presens betraktades som grundformen.
| Presens indikativ av verbet laváre, "tvätta": singular - lávo - jag tvättar (1 pers.) - lávas - du tvättar (2 pers.) - lávat - hon, han, det tvättar (3 pers.) plural - lavámus - vi tvättar (1 pers.) - lavátis - ni tvättar (2 pers.) - lávant - de tvättar (3 pers.) | Presens indikativ av verbet habére, "ha": singular - hábeo - jag har (1 pers.) - hábes - du har (2 pers.) - hábet - hon, han, det har (3 pers.) plural - habémus - vi har (1 pers.) - habétis - ni har (2 pers.) - hábent - de har (3 pers.) | Presens indikativ av verbet ésse, "vara": singular - sum - jag är (1 pers.) - es - du är (2 pers.) - est - hon, han, det är (3 pers.) plural - súmus - vi är (1 pers.) - éstis - ni är (2 pers.) - sunt - de är (3 pers.) |

### Pronomen
Personliga och även possessiva pronomen utelämnas i allmänhet i latin och tillsätts endast om de är betonade och behövliga. Normalt är amo, "jag älskar", mindre normalt är ego amo, som betyder samma sak.

### Artiklar
Latinet har varken obestämd artikel (en, ett) eller bestämd artikel (den, det). Beroende på sammanhanget i en latinsk mening kan då silva, "skog", översättas till svenska som "skog", "en skog" eller "skogen" och silva magna, "stor skog", kan översättas som "stor skog", "en stor skog" eller "den stora skogen". I vulgärlatin började räkneord "unus, una, unum" fungera som obestämd artikel medan pronomenet "ille, illa, illud" användes ofta som bestämd artikel.

### Sats
En latinsk ordföljd är oftast subjekt-objekt-verb, som avis silvam videt, "fågeln ser skogen" eller Aemilia silvam videt, "Aemilia ser skogen". Den här regeln följs vanligtvis, men man kan kasta om orden för att framhäva ett visst ord.

### Betoning
De flesta latinska ord betonas på näst sista stavelsen, som på latin heter (sýllaba) paenúltima. Exempel på ord är rósa 'ros', amícus 'vän', och argéntum 'silver'. En mindre del av orden betonas på näst näst sista stavelsen, (sýllaba) antepaenúltima. Exempel på ord är fémina 'kvinna', óculus 'öga' och cérebrum 'hjärna'.
Latin skrivs inte med accenter, men accenter används ibland som hjälpmedel för att visa ordens betoning.

### Antikt latin
Det antika latinet hade inte gemener (små bokstäver) utan bara versaler (stora bokstäver). Det antika latinet skrevs heller inte med skiljetecken och mellanrum mellan orden. Men emellanåt användes halvhög punkt mellan orden.
Skrivet latin såg då ut så här, jämfört med dagens skrivna latin:
SENATVSPOPVLVSQVEROMANVS - Senatus populusque romanus. - Senaten och det romerska folket.
SEDQVIDTVSTRISTISAMABO - Sed quid tu's tristis, amabo? - Men varför är du ledsen, kära du? (Plautus)
CONSVETVDINIS·MAGNA·VIS·EST - Consuetudinis magna vis est. - Vanans stora makt är (vanans makt är stor). (Cicero)
Versalerna blev efter hand besvärliga att skriva. Romarna utvecklade då en kursiv stil som gjorde det snabbare att skriva och som även gav upphov till våra dagars gemener.

## Latin i modern tid

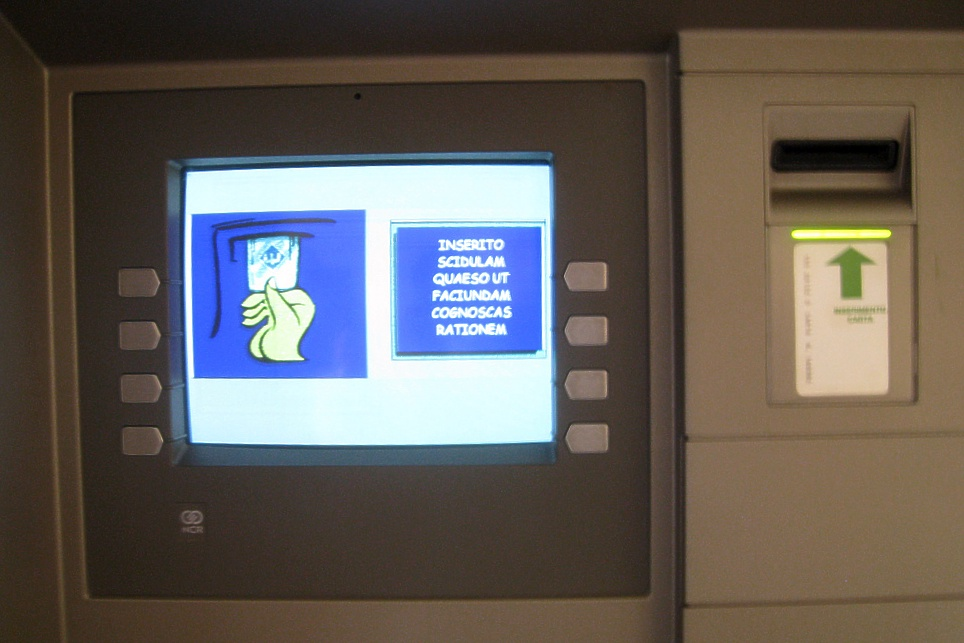
Bankomat i Vatikanstaten: Inserito scidulam quaeso ut faciundam cognoscas rationem.

- Vatikanstaten är i dag det enda land i världen som har latin som officiellt språk, även om italienskan, som också är ett officiellt språk, är det mest använda.
- Latinet har oavbrutet fungerat som den romersk-katolska kyrkans liturgiska språk. Mässan som är kyrkans viktigaste liturgiska handling har en mässordning som än i dag i dess romerska form är latinsk, den så kallade latinska riten. Den finns i två former: Novus Ordo, som även kan vara på folkspråk, och den så kallade Tridentinska mässan, vars latinska ordning är från 1500-talet, men som i grunden är från den tidigare kyrkan i Rom.
- Latin är fortfarande det officiella språket på vilket katolska kyrkan ger ut sina officiella handlingar. Påvens encyklikor (rundskrivelser) publiceras på latin, varefter det görs översättningar till de olika folkspråken. Biblia vulgata är den latinska bibeln, som den Romersk-katolska kyrkan utgår ifrån.
- Genom latinets historiska dominans är kunskaper i latin till stort värde för personer som studerar humaniora och som vill nyttja originalkällor från främst antiken och medeltiden.
- Latinet spelar inom juridiken fortfarande en betydelsefull roll. Dels såsom bärare av den romerska rätten, den moderna juridikens urmoder, och dels som namngivningsspråk för universellt gångbara rättsfigurer och rättsgrundsatser. Exempel härpå är; dolus, culpa, ne bis in idem, res judicata, bonus pater familias etcetera.
- På vissa gymnasieskolor i Sverige kan man läsa latin som valbar kurs.
- Många universitet och högskolor i Sverige lär ut latin.
- I Finland sände Yle Radio 1 nyheter på klassiskt latin varje vecka 1989–2019. Radioprogrammet hette Nuntii Latini och kunde avlyssnas också via internet.
- Vatikanens radio och Radio Bremen har sändningar på latin.
- En nutida tillämpning av latin är att fungera som neutral "textattrapp" vid granskning av typografiska utkast. Se Lorem ipsum.
- Sveriges senaste svensk-latinska ordbok är Ebbe Vilborgs "Norstedts svensk-latinska ordbok" från 2001. Det var då närmare hundra år sedan Cavalins svensk-latinska ordbok kom, som var den då senaste svensk-latinska ordboken i Sverige.[7] En andra upplaga av Vilborgs ordbok kom 2009 som bland annat innehåller ytterligare tusen ord och fraser, totalt 28 000.
- EU och Schweiz, som har flera officiella språk, använder ibland latin i slogans och namn på vissa institutioner i logotyper, för att inte favorisera något språk. På schweiziska mynt står det Confoederatio Helvetica. Europeiska rådet kallar sig Consilium Europaeum i sin logotyp. En del organisationer i USA har latinska motton, såsom Semper Fidelis 'alltid trogen', för marinkåren.

### Latin i medicin och biologi
Växter, djur, svampar, bakterier och andra livsformer har alla vetenskapliga namn som är baserade på latin eller latiniserade ord från andra språk.
Latinska ord används ofta också inom läkaryrket för att benämna sjukdomar, kroppsdelar och dylikt. Härvid är det nylatin som gäller. För företeelser som inte fanns på romarrikets tid, skapar man nya ord "på latinskt vis", på samma sätt som Linné gjorde, när han namnsatte växter och djur. Se vidare läkarlatin.

## Nylatin
Även sedan latin ej längre talades allmänt och i princip blivit ett dött språk, kvarstod det som ett lingua franca i vetenskapsvärlden i Europa. Därvid krävdes nybildningar för begrepp som inte fanns under romarrikets tid. Detta språk kallas nylatin, och var på sitt sätt levande inom vetenskap, litteratur och politik ända till början på 1800-talet. Än idag lever latin ett skuggliv inom medicin och biologi, när nya rön ska ges namn som ska vara entydigt begripliga internationellt utan förbistring av moderna språk
Den mest omfattande analysen av det svenska nylatinets utmärkande egenskaper och bärande teman i den stormaktstida litteraturen återfinns i latinprofessor emeritus Hans Helanders Neo-Latin literature in Sweden in the period 1620–1720 (2004). Krister Östlund har sammanfattat nylatinska särdrag som vanliga stavningsvarianter och typiska formuleringar i svenska 1700-talsdissertationer i sin avhandling Johan Ihre on the origins and history of the runes (2000). En ordbok med nylatinska termer (som yrkesnamn och dateringar) och fraser från ca 1500–1800 är Latin för släkthistoriker (tredje utgåvan 2022). Dess introduktionskapitel behandlar bl.a. det äldre latinuttalet i Sverige och hur man latiniserade svenska ort- och personnamn och då särskilt en mycket vanlig typ av tillnamn som skapades utifrån ortnamn med hjälp av latinska och grekiska suffix.

## Exempeltext
Från Julius Caesars Commentarii de Bello Gallico ("Kommentarer om det galliska kriget"):
Gallia est omnis divisa in partes tres, quarum unam incolunt Belgae, aliam Aquitani, tertiam qui ipsorum lingua Celtae, nostra Galli appellantur. Hi omnes lingua, institutis, legibus inter se differunt. Gallos ab Aquitanis Garumna flumen, a Belgis Matrona et Sequana dividit. Horum omnium fortissimi sunt Belgae, propterea quod a cultu atque humanitate provinciae longissime absunt, minimeque ad eos mercatores saepe commeant atque ea quae ad effeminandos animos pertinent important, proximique sunt Germanis, qui trans Rhenum incolunt, quibuscum continenter bellum gerunt.

## Nummer

### Ord
Inom 1–10 böjer latinet ett, två och tre efter numerus, genus och kasus precis som substantiv och adjektiv. Resten böjs inte.
- nihil, nil - noll (betyder egentligen "ingenting")
- unus, -a, -um - ett
- duo, -ae, a - två
- tres, -es, -ia - tre
- quattuor - fyra - ['kwatuor]
- quinque - fem - ['kwingkwe]
- sex - sex
- septem - sju
- octo - åtta
- novem - nio
- decem - tio

### Bokstäver
Latinska (romerska) tal skrivs även med versala bokstäver. I engelskspråkig litteratur används gemena tecken med samma betydelse; ibland skrivet inom parentes.
- I - 1
- II - 2
- III - 3
- IIII eller IV - 4
- V - 5
- VI - 6
- VII - 7
- VIII - 8
- VIIII eller IX - 9
- X - 10
- L - 50
- C -100
- D - 500
- M -1 000

## Fraser
De ord som inte betonas på näst sista stavelsen anges här med accenter. De ord som anges inom parenteser kan man välja om man ska använda dem eller inte. Sammanhanget kan avgöra om man vill använda dessa ord eller inte.
- Aliquando- Ibland (ordagrant: detsamma)
- Amo te - Jag älskar dig
- Aut étiam aut non respondere - Svara antingen ja eller nej (ordagrant: detsamma.')
- Ave (till en person), Avete (till flera personer) - Var hälsad (ordagrant:[6] 'var hälsad', 'goddag')
- Bene! - Bra! (ordagrant: 'gott';[6] adverbform av adjektivet bonus, 'god'.)
- Cur? - Varför? (ordagrant: detsamma)
- Forsan; Fortasse - Kanske (ordagrant: detsamma)
- Grátias tibi (ago)! - Tack! (ordagrant: '(Jag driver) tackar åt dig!')
- Hora quinta est - Klockan är fem (ordagrant: 'Timmen är den femte.')
- Intélligo - Jag förstår (ordagrant:[6] detsamma)
- Ita (est), Ita vero, Sic (est), Étiam - Ja
  - Inga av dessa ord betyder "ja" i grunden, men används som ja-svar. Ordet ita betyder 'så' och 'på så sätt'.[6] Ita (est) betyder då ordagrant 'Så (det är)' eller 'På så sätt (det är)'. Ita vero betyder 'Så i sanning' eller 'På så sätt i sanning'. Ordet sic betyder 'så'.[6] Sic (est) betyder då ordagrant 'Så (det är)'. Ordet étiam betyder egentligen 'även' och 'också'.[6]
- Loquerisne Latine? - Talar du latin? (ordagrant: 'Talar du latinskt?' -ne i slutet av ett ord visar att det är en fråga; loqueris betyder 'du talar')
- Magnas grátias (ago)! - Stort tack! (ordagrant: '(Jag driver) stora tackar!')
- Male - Dåligt (ordagrant: 'dåligt';[6] adverbform av adjektivet malus, 'dålig', 'ond')
- Máximas grátias (ago)!; Ingentes grátias (ago)! - Tack så mycket!; Tusen tack! (Máximas grátias (ago)! ordagrant: '(Jag driver) mycket stora tackar!', Ingentes grátias (ago)! ordagrant: '(Jag driver) väldiga tackar!')
- Néscio - Jag vet inte (ordagrant:[6] detsamma)
- Nomen mihi est Luna - Jag heter Luna, mitt namn är Luna (ordagrant: 'Namnet för mig är Luna')
- Non, Non ita (est) - Nej
  - Inga av dessa ord betyder "nej", men används som ett nej-svar. Ordet non betyder egentligen 'inte'.[6]
- Non intélligo - Jag förstår inte (ordagrant:[6] detsamma)
- Numquam - Aldrig (ordagrant: detsamma)
- Qua aetate es? - Hur gammal är du? (ordagrant: 'I vilken ålder är du?')
- Quandoque - Ibland (ordagrant: detsamma)
- Quare? - Varför? (ordagrant: detsamma)
- Quid nomen tibi est? - Vad heter du?, vad är ditt namn? (ordagrant: 'Vad är namnet för dig?')
- Quómodo vales?, Ut vales? - Hur mår du? (ordagrant: detsamma - ut betyder här (liksom quomodo) 'hur')
- Quota hora est? - Vad är klockan? (ordagrant: 'Vilken timme är det?')
- Salve! (till en person), Salvete! (till flera personer) - Hej! (ordagrant:[6] 'goddag', 'hej')
- Scio - Jag vet (ordagrant:[6] detsamma)
- Semper - Alltid (ordagrant: detsamma)
- Sum in falso - Jag har fel (ordagrant: 'Jag är i det falska')
- Sum in recto - Jag har rätt (ordagrant: 'Jag är i det rätta')
- Ubi latrina est? - Var är toaletten?
- Vale! (till en person), Valete! (till flera personer) - Hej då! (ordagrant:[6] 'farväl')
- 25 annos natus sum - Jag är 25 år gammal (ordagrant: 'Jag är 25 år född')
  - 25 heter quinque et viginti eller viginti quinque

Källor:
Alla fraser är tagna ur Ebbe Vilborgs "Norsteds svensk-latinska ordbok", andra upplagan från 2009.
De latinska ordens riktiga betydelser, istället för de svenska motsvarigheterna, är med vissa undantag tagna ur den latinsk-svenska ordlistan ur Tore Jansons Latin - Kulturen, historien, språket, 2009, och står inom parenteser och punktlistor.